# 家族極道物語
《家族極道物語》，2021年1月29日上映的日本劇情片，由藤井道人自編自導、綾野剛主演，2019年11月5日開鏡。2020年11月13日，此片於台灣金馬影展首映。

## 劇情概要
山本賢治（綾野剛 飾）自少年時期即漂泊無依，某次因被暴力團老大柴咲博（館廣 飾）相救，而被收為義子，賢治自此踏上黑道之路，亦在地下社會中遇見愛情。但賢治卻因成為了代罪羔羊而入獄。其後，政府頒布的《組織犯罪法》問世，警方依法大力掃蕩黑道分子，賢治於14年後出獄回到江湖，卻發現已人事全非......。

## 主要角色
- 山本賢治：綾野剛

暴力團柴咲組旗下成員。
- 柴咲博：館廣（日语：舘ひろし）

暴力團柴咲組組長。
- 工藤由香：尾野真千子

在山本所經營的俱樂部「C'est La Vie」中工作的女子。
- 中村努：北村有起哉（日语：北村有起哉）

暴力團柴咲組旗下二當家。
- 細野竜太：市原隼人

暴力團柴咲組旗下成員。
- 木村翼：磯村勇斗

木村愛子的兒子。
- 竹田誠：菅田俊（日语：菅田俊）
- 豐島徹也：康すおん
- 大原幸平：二之宮隆太郎（日语：二ノ宮隆太郎）
- 川山禮二：駿河太郎（日语：駿河太郎）
- 大迫和彥：岩松了
- 加藤雅敏：豐原功補
- 木村愛子：寺島忍

暴力團柴咲組前任老大之妻。
- 工藤彩：小宮山莉渚

工藤由香的女兒

## 製作團隊
- 編劇：藤井道人
- 配樂：岩代太郎（日语：岩代太郎）
- 攝影：今村圭佑（日语：今村圭佑）
- 燈光：平山達弥
- 收音：根本飛鳥（日语：根本飛鳥）
- 美術：部谷京子（日语：部谷京子）
- 造型：宮本雅江（日语：宮本まさ江）
- 妝髮：橋本申二
- 剪輯：古川達馬
- 主題曲：《FAMILIA》millennium parade（King Gnu成員組成）[4][5]
- 題字：赤松陽構造（日语：赤松陽構造）
- 副導演：逢坂元
- 導演：藤井道人
- 製作總指揮：河村光庸（日语：河村光庸）
- 製片：佐藤順子、角田道明、岡本圭三
- 製作：スターサンズ
- 製作協力：Lat-Lon
- 發行：スターサンズ、KADOKAWA

## 獲得獎項
- 第95回電影旬報獎最佳女主角：尾野真千子（與《茜色如燒》一同獲獎）
- 第45回日本電影學院獎新人獎：磯村勇斗（與《昨日的美食》電影版一同獲獎）
- 第16回大阪電影節年度十佳作品第七位

## 外部連結
- 電影官方網站 （页面存档备份，存于）
- 家族極道物語的X（前Twitter）
- 家族極道物語的Tumblr
- YouTube上的官方預告篇